# Nyker
Nyker ist eine Ortschaft mit 712 Einwohnern (Stand 1. Januar 2023) auf der dänischen Ostseeinsel Bornholm. Die Ortschaft liegt im gleichnamigen Kirchspiel (Nyker Sogn), das bis 1970 zur Harde Vester Herred im damaligen Bornholms Amt gehörte. Mit der Auflösung der Hardenstruktur wurde das Kirchspiel in die Kommune Hasle aufgenommen, die Kommune wiederum ging nach einer Volksentscheidung zum 1. Januar 2003 mit anderen Kommunen in der Regionskommune Bornholm auf. Zwischen 2003 und 2007 war diese kreisfrei, seit dem 1. Januar 2007 gehört sie zur Region Hovedstaden.
Die Kirche von Nyker Ny Kirke ist eine der vier Rundkirchen auf Bornholm.
Nyker liegt etwa zwei Kilometer südöstlich von Muleby und etwa sieben Kilometer nordöstlich von Rønne.